# César Vichard de Saint-Réal
César Vichard de Saint-Réal (* 1639 in Chambéry, Savoyen; † 1692) war ein französischer Schriftsteller und Historiker. 

## Leben
Vichard de Saint-Réal wurde am Jesuitenkolleg Clermont in Paris erzogen. Antoine Varillas war sein Vorbild; er schrieb fast nur historische Romane. Sein Don Carlos von 1673 wurde von Friedrich Schiller als Quelle für sein gleichnamiges Drama herangezogen. 1674 war sein Buch Die Verschwörung der Spanier gegen Venedig 1618 ein phänomenaler Erfolg, obwohl das Werk weniger ein Geschichtswerk ist, was zu sein es vorgibt, sondern eine Reihe von Spekulationen enthält. Es ist mehr ein literarisches Pasticcio im Stile Sallusts. Diese Arbeit und sein Ruf als Freidenker machten Hortensia Mancini, Duchesse de Mazarin, auf ihn aufmerksam, deren Freund er wurde und mit der er 1675 nach England ging. Die Autorenschaft an den Memoiren der Herzogin wurde ihm wohl irrtümlich zugeschrieben.
Unter seinen authentischen Arbeiten ist eine kurze Abhandlung Über die Kritik (1691), die sich gegen Nicolas Andry de Boisregard und dessen Réflexions sur la langue française (Gedanken über die französische Sprache) wendet. Sein Gesamtwerk wurde 1745 in drei Bänden veröffentlicht; eine zweite Ausgabe (1757) erreichte acht Bände, dies aber wegen der Aufnahme einiger ihm falsch zugeschriebener Arbeiten. Saint-Réal war ein Modeschriftsteller seiner Epoche, wie beispielsweise auch der erfolgreichere Charles de Saint-Évremond.

## Werke (Auswahl)
- De l’Usage de l’histoire (Paris, 1671).
- Dom Carlos: nouvelle histoirique (Amsterdam: Caspar Commelin, 1672). Historisch kritische Ausgabe hrsg. von Giorgio Sale [=Il Filarete: Sezione di francesistica 206] (Milano: LED, 2002), ISBN 88-7916-177-6.
- Conjuration des Espagnols contre la Republique de Venise, en l’annee M. DC. XVIII (Paris: Barbin, 1674).

- Deutsche Neuübersetzung: Die Verschwörung der Spanier gegen Venedig 1618. Karolinger Verlag, Wien 1990, ISBN 3-85418-043-8

- Mémoires De M. L. D. M. [=Hortensia Mancini] (Cologne: Pierre Marteau, 1675).
- La Viè de Jesus-Christ (Paris: Guignard, 1179 [vielm. 1679]).
- De la Valeur (Cologne: LeJeune, 1689).